# Rwenzorilijster
De rwenzorilijster (Geokichla oberlaenderi; synoniem: Zoothera oberlaenderi) is een zangvogel uit de familie Turdidae (lijsters). De vogel werd in 1914 beschreven door de Oostenrijkse ornitholoog  Moritz Sassi die de vogel vernoemde naar zijn landgenoot, de fabrikant en jager Philipp von Oberländer.

## Kenmerken
De vogel is 19 tot 20 cm. Het is een vrij kleine, overwegend roodbruin gekleurde lijster. De vogel is van onder wat lichter dan van boven en heeft op de vleugel een dubbele streep in de vorm van een reeks witte stippels. Opvallend is de witte, "gebroken" oogring rond een donkerkleurig oog. De snavel is ook donker en de poten zijn licht vleeskleurig. Er is geen verschil tussen de seksen.

## Verspreiding en leefgebied
Deze soort komt voor in dichtbegroeide bosgebieden in heuvelland en de middengebergten van oostelijk Congo-Kinshasa en westelijk Oeganda. Het is een bosvogel, het leefgebied wordt gevormd door beek- en rivierbegeleidend natuurlijk bos op hoogten tussen de 700 en 2000 meter boven zeeniveau.

## Status
De grootte van de populatie werd in 2018 door BirdLife International geschat op 2500 tot 10.000 individuen en de populatie-aantallen nemen af door habitatverlies. Het leefgebied wordt aangetast door ontbossing en versnippering van het bosgebied. Om deze redenen staat deze soort als gevoelig op de Rode Lijst van de IUCN.